# Lipaphnaeus
Lipaphnaeus is een geslacht van vlinders van de familie van de Lycaenidae, uit de onderfamilie van de Aphnaeinae. De wetenschappelijke naam en de beschrijving van dit geslacht werden voor het eerst in 1916 gepubliceerd door door Per Olof Christopher Aurivillius.
De soorten van dit geslacht komen voor in tropisch Afrika.

## Soorten
- Lipaphnaeus aderna (Plötz, 1880)
- Lipaphnaeus eustorgia (Hulstaert, 1924)
- Lipaphnaeus leonina (Sharpe, 1890)
- Lipaphnaeus loxura (Rebel, 1914)